# Lady of the Tropics
 Lady of the Tropics és una pel·lícula americana dirigida per Jack Conway el 1939, produïda per la Metro-Goldwyn-Mayer.

## Argument
William Carey (Robert Taylor), un estatunidenc de pas per Saigon, troba una jove misteriosa, Manon (Hedy Lamarr). Va acompanyada d'un francès, Delaroche, que li ha de procurar un passaport per poder deixar el país. El seu visat és tanmateix refusat. En una vesprada passada junts en un bar i als carrers de Saigon, Carey s'enamora de Manon. No se'n va amb el seu vaixell, per intentar trobar-la. Quan la troba, descobreix que és promesa en matrimoni amb un príncep local. Després, la porta a Saigon i es casa amb ell. Entretant, havia donat igualment la seva promesa de matrimoni a Delaroche. Després del matrimoni, les autoritats franceses es neguen sistemàticament a donar un passaport a Manon, impedint a la parella anar-se'n del país. Ja no tenen diners. Manon trobarà Delaroche, perquè William pugui treballar, ja que arreu és refusat.
Delaroche li troba una feina a Carey en una plantació de cautxú, per tal d'allunyar-lo de Saigon. Carey no comprèn la maniobra. Manon s'ha d'exhibir amb Delaroche a l'òpera, en una representació de Manon Lescaut. A canvi, li dona un passaport. Quan Carey torna, rep una carta anònima de Delaroche i descobreix que Manon era amb aquest home a l'òpera. Pensant que Manon l'ha traït, la repudia i se'n va a casa de Delaroche per matar-lo. Per tal de salvar el seu espòs, Manon arriba abans que William a casa de Delaroche i el mata. Es refugia a casa de la seva cosina Nina, on es suïcida, pensant que mai tornarà a veure William. Havent descobert l'homicidi de Delaroche i el verdader amor de la seva esposa, William va amb Manon a casa de Nina i vol portar-lo als Estats Units. Assabentant-se que no la rebutja, Manon mor feliç als braços de William.

## Repartiment
- Robert Taylor: William 'Bill' Carey
- Hedy Lamarr: Manon deVargnes Carey/Kira Kim
- Joseph Schildkraut: Pierre Delaroche
- Gloria Franklin: Nina
- Ernest Cossart: Pare Antoine
- Mary Zimbalist: Dolly Harrison
- Charles Trowbridge: Alfred Z. Harrison
- Frederick Worlock: Coronel Demassey
- Marguerita Padula: Madame Kya
- Cecil Cunningham: Comtessa Berichi
- Natalie Moorhead: Sra. Hazlitt

I, entre els actors que no surten als crèdits:
- Frank Puglia: L'empleat del telègraf
- Charles Halton: El director de la fàbrica de cautxú

## Nominacions
- 1940. Oscar a la millor fotografia per Norbert Brodine